# 拉米尔
拉米尔（法語：La Mure，法語發音：[la myʁ]）是法国伊泽尔省的一个市镇，位于该省南部，属于格勒诺布尔区。

## 地理
拉米尔（44°54'11"N, 5°47'15"E）面积8.33 平方千米，位于法国奥弗涅-罗讷-阿尔卑斯大区伊泽尔省，该省份为法国东南部内陆省份，北起顺时针与安省、萨瓦省、上阿尔卑斯省、德龙省、阿尔代什省、卢瓦尔省和罗讷省。
与拉米尔接壤的市镇（或旧市镇、城区）包括：叙斯维尔、苏维尔、科涅、皮埃尔沙泰勒、蓬索纳、普吕尼耶尔、圣奥诺雷。

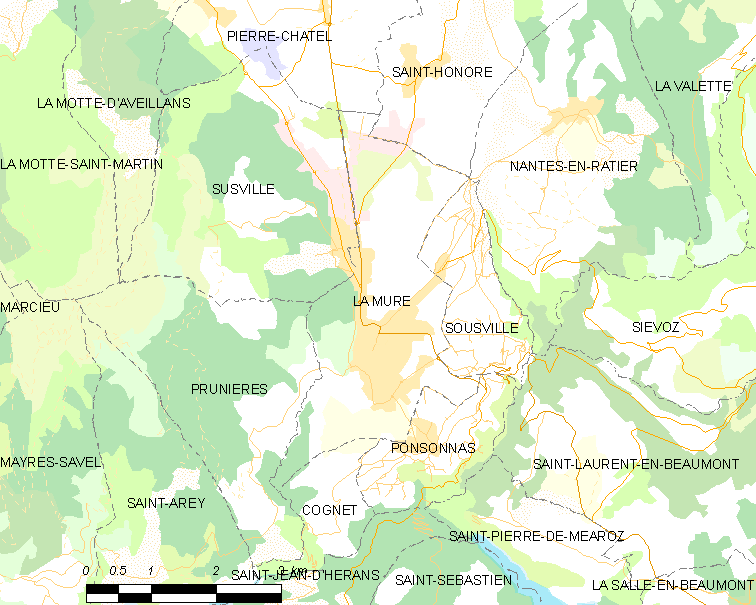
拉米尔的OSM定位图

拉米尔的时区为UTC+01:00、UTC+02:00（夏令时）。

## 行政
拉米尔的邮政编码为38350，INSEE市镇编码为38269。

## 政治
拉米尔所属的省级选区为马泰西讷-特列沃县。

## 人口

1962-2008年间拉米尔人口变化图示

拉米尔于2022年1月1日时的人口数量为4940人。